# OGRE
 (septembre 2015).
Pour les articles homonymes, voir Ogre (homonymie).

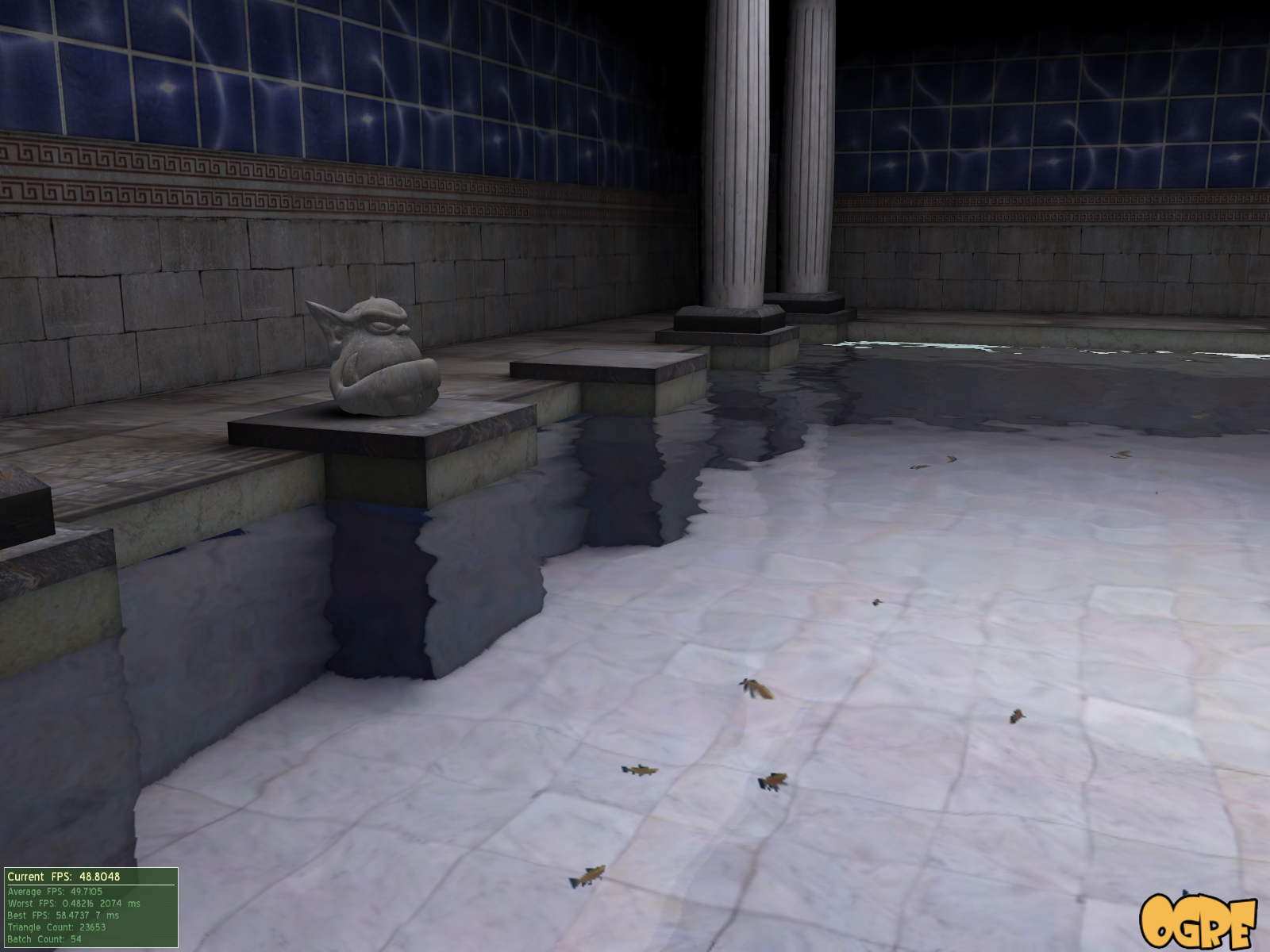
Capture d'écran provenant de la démo officielle de OGRE.

OGRE (Object-Oriented Graphics Rendering Engine) est un moteur 3D libre multiplate-forme (Linux, Win32, OS X, iOS, Android et Windows Phone 8) orienté scène qui permet à partir d'objets à facettes de réaliser un environnement tridimensionnel qui sera perçu par un rendu bidimensionnel au travers d'une ou plusieurs caméras virtuelles.
OGRE est une couche d'abstraction supplémentaire au-dessus des API Direct3D et OpenGL, qui permet l'utilisation des cartes accélératrices 3D (OGRE ne fournit pas de moteur de rendu 3D logiciel, il faut une carte 3D ou un émulateur de cartes 3D).
Jusqu'à la version 1.6 incluse, il est distribué selon les termes de la licence GNU LGPL.
À partir de la version 1.7, Ogre est distribué sous licence MIT.
En novembre 2018, les développeurs annoncent qu'ils sont en train de porter le moteur sur l'API Vulkan.

## Programmer avec OGRE
OGRE est écrit en C++, orienté objet, avec des motifs de conceptions, une documentation complète, l'objectif principal (notamment lors des arbitrages d'évolution du code) étant la lisibilité et la maintenance du code avant tout, pour que l'utilisateur puisse profiter de toute la flexibilité du moteur 3D. 
Il peut être utilisé depuis d'autres langages : C#, Python, Java, Lua, Ruby, Eiffel…
OGRE veut simplifier la création de programmes 3D temps réel, par rapport à accéder directement aux API 3D, notamment en fournissant des interfaces de haut niveau pour l'animation de personnages, d'effets de traitement plein-écran (bloom, HDR, etc.), des scripts pour les particules, les matériaux.

## Extensions fournies par la communauté
À cela s'ajoute une communauté qui fournit des extensions permettant l'intégration de moteurs physiques, d'effets spéciaux, de gestionnaires de scènes plus avancés ainsi que des codes source utilisables (lecteur vidéo, intégration de webcam, réalité augmentée, son 3D, météo, particules, forêt, etc.).

### Moteurs physiques
- NxOgre (PhysX)
- OgreBullet (Bullet)
- OgreODE (Open Dynamics Engine)
- OgreNewt (Newton Game Dynamics)

### Effets spéciaux
- Caelum ;
- FXplugin ;
- Calle ciner.

### Gestionnaires de scène
- PagingLandscapeManager ;
- CHCOctree ;
- DotSceneManager ;
- Ofusion.

### Sons
- OgreAl(OpenAL)

### Vegetation
- PagedGeometry

## Applications utilisant OGRE

### Applications généralistes
- "PureBasic"

### Jeux l'employant
Et aussi :
- "Rigs of Rods"
- "So Blonde"
- "Feral Hearts"
- "The Burrow"
- "Void Destroyer"
- "RUNNING WITH RIFLES"
- "BOMB : Who let the dogfight?"
- Kenshi